# 北投 (大字)
北投，是臺北市北投區的核心聚落及臨近地區，位於該區中部偏西南，範圍大致為豐年里最東端條狀地帶、文化里東南端、中庸里南部、長安里、中心里、林泉里、溫泉里、奇岩里不含東北端及東南端、清江里、中央里、大同里、八仙里、東華里最西端、立農里西部

## 歷史
台灣清治末期至日治前期，北投地區為一街庄，稱為「北投庄」，隸屬於芝蘭二堡。該庄北與頂北投庄為鄰，東與唭里岸庄為鄰，南邊東側一小段與洲尾庄為界，其餘隔基隆河與溪洲底庄為界，西邊為嗄嘮別。
1901年（日治明治三十四年）11月，該庄隸屬於臺北廳，編入第十三區。1906年（明治三十九年）1月，第十三區改名「北投區」。1920年（大正九年），該庄改制為「北投」大字，隸屬於臺北州七星郡北投庄。1940年北投庄升格為北投街。
戰後北投街改制為北投鎮，隸屬於臺北縣，大字亦改制為里。1949年，北投鎮與士林鎮一併改隸屬新成立的草山管理局。1950年隨著草山改名為陽明山，草山管理局亦改名為陽明山管理局，北投鎮仍隸屬之。1968年7月臺北市改制為院轄市，北投鎮併入成為北投區。1990年3月，臺北市各區重劃，該地區仍屬北投區。

## 交通
台北捷運淡水信義線經過北投地區，設有奇岩站、北投站、新北投站。鄰近居民可由等路線及相關路網快速前往大台北地區各地，亦可在臺北車站轉搭高鐵、台鐵或客運前往全台各地。
省道台2乙線經過本地區中南部，是主要連外道路，往西轉北可前往淡水，往東南轉南可前往台北市區，亦可接洲美快速道路、環河南北快速道路快速進入台北市區 。

## 學校
- 十信高中、十信工商
- 薇閣高中
- 北投國中
- 新民國中
- 北投國小
- 清江國小
- 逸仙國小
- 薇閣小學

## 文化資產
- 北投普濟寺（市定古蹟）
- 北投義民廟
- 北投區慈生宮
- 北投福安宮
- 北投集福宮
- 北投觀音禪院
- 北投代天府

## 其他廟宇
- 照明淨寺（情人廟）

## 公園
- 七星公園